# Red Creek
Red Creek – wieś w Stanach Zjednoczonych, w stanie Nowy Jork, w hrabstwie Wayne.